# Trematuridae
Trematuridae es una familia de ácaros perteneciente al orden Mesostigmata.

## Géneros[2]
- Ipiduropoda Sellnick, 1952
- Trematuroides Cooreman, 1960
- Trichofrondosa W. Hirschmann, 1986
- Trichoobscura W. Hirschmann, 1986
- Trichouropoda Berlese, 1916